# Franz Anton von Weber
Franz Anton von Weber, né le 26 septembre 1734 à Zell im Wiesental et mort le 16 avril 1812 à Mannheim, est un musicien, maître de chapelle et directeur de théâtre allemand. Sa vie a été marquée par de nombreux voyages.
Il est l'oncle des sœurs Weber : Aloysia, Constance (épouse Mozart), Sophie et Josepha. Il a épousé en secondes noces l'actrice et chanteuse Genovefa Brenner ; le compositeur Carl Maria von Weber est issu de ce mariage.

## Biographie
Les ancêtres de Franz Anton von Weber sont originaires de Stetten (Lörrach). Bien que n'étant pas né noble, il s'octroie un titre de noblesse en prétendant descendre d'une famille du sud de l'Allemagne du même nom, pourtant déjà éteinte à l'époque. Il fréquente l'école jésuite de Fribourg-en-Brisgau où il reçoit sa formation musicale et prend des cours supplémentaires de violon auprès de son père Fridolin (dit « Fridolin Weber I » pour le différencier de son autre fils Franz Fridolin) jusqu'à la mort de celui-ci en 1754. Il est possible (mais non attesté) que pendant son service militaire il soit entré en contact avec l'École de Mannheim, où son frère Franz Fridolin joue déjà. En 1758, Weber devint conseiller du prince-évêque en principauté de Hildesheim et Steuerwald.
Après son licenciement en 1768, il dispose d'une fortune suffisante pour ne plus avoir besoin de travailler (il est ce qu'on appelle un « Privatier (de) »). Il reste à Hildesheim d'où il planifie et entreprend de nombreuses tournées de concerts comme violoniste et altiste. En 1776, il devient directeur musical de la compagnie de théâtre de Johann Friedrich Stöffler. La troupe se produit régulièrement à Hildesheim, Celle, Lunebourg, Stade, Hanovre, Eutin et Lübeck.
En avril 1779, il devint maître de chapelle (Hofkapellmeister (de)) de la cour du prince-évêque d'Eutin, mais l'orchestre est dissous en 1781 en raison de contraintes budgétaires. En 1785, il est nommé Stadtmusikus mais est autorisé à conserver son titre de directeur musical de la cour. Il travaille également pour des compagnies de théâtre itinérantes, et effectue plusieurs séjours à Hambourg et à Vienne.

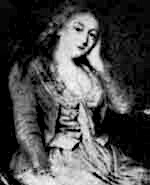
Genovefa Weber, seconde épouse de Franz Anton, et mère de Carl Maria.

Au cours de l'été 1783, il rend visite à ses fils Fridolin et Edmund, qui prennent alors des cours auprès de Joseph Haydn à Vienne. Là, il rencontre Genovefa Brenner, 19 ans, qui se produit comme chanteuse à Vienne et rencontre un certain succès. Le 20 août 1785, il l'épouse à la Schottenkirche (en) de Vienne, l'église de l'Abbaye bénédictine de Notre-Dame-aux-Écossais. Les témoins sont l'acteur Joseph Lange et le compositeur Vincenzo Righini. C'est le deuxième mariage de Weber ; le premier avait donné naissance à huit enfants, dont quatre étaient alors encore en vie (dont Fridolin II et Edmund). De son union avec Genovefa Brenner naissent trois autres enfants, dont les deux derniers meurent dans l'enfance.
Le couple part pour Eutin avec les deux fils issus du premier mariage de Franz Anton. Le premier fils de Genovefa, Carl Maria naît en 1786. De 1787 à 1789, la famille est à nouveau à Hambourg. En 1789, Franz Anton devient Kapellmeister de la société dramatique de Johann Friedrich Toscani et Peter Carl Santorini à Cassel, Marbourg et Hofgeismar ; la même année, il fonde sa propre troupe de théâtre et l'emmène, entre autres, à Meiningen, Nuremberg et Amberg.

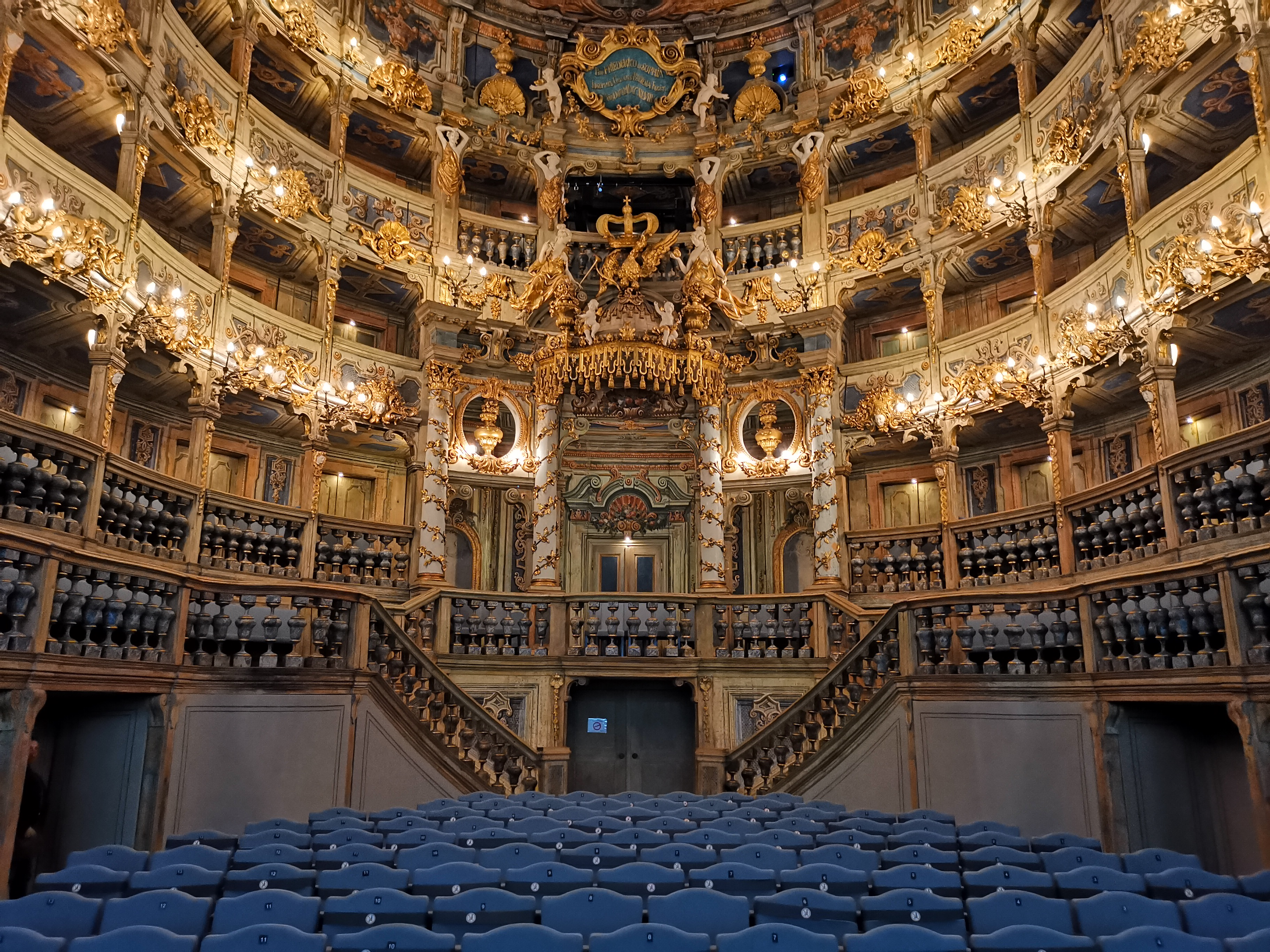
Intérieur de l'Opéra des Margraves à Bayreuth, où se produisit la troupe de von Weber.

En mars 1793, il arrive à Bayreuth avec son ensemble de musique et de théâtre. Ils se produisent à l'Opéra des Margraves et au théâtre du Reithaus (Stadthalle Bayreuth (de)). Sa femme Genovefa et leur fils Carl Maria, âgé de cinq ans, l'accompagnent en ville. On a la trace de deux saisons de spectacle, mars-juin 1793 et octobre 1793-printemps 1794, interrompues par une saison estivale à Erlangen (juin-septembre 1793). La troupe présente une offre équilibrée de comédies, de drames et d'opéras. Dans Albert III Achille de Brandebourg Margrave de Brandebourg, le petit Carl Maria joue le prince Jean. Au printemps 1794, l'ensemble interprète l'opéra La Flûte enchantée de Mozart. L'épouse de Mozart, Constanze Mozart née Weber, est la nièce de Franz Anton. Karl August von Hardenberg, gouverneur général d'Ansbach-Bayreuth (ville alors prussienne) et cousin de Novalis, se prononce en faveur d'un emploi permanent pour l'ensemble. Cependant, en mai 1794, von Weber cède sa place au metteur en scène Daniel Gottlieb Quandt.
En 1794, von Weber vit à Weimar et à Rudolstadt, où son épouse se produit dans les théâtres de Johann Wolfgang von Goethe. En 1794-95, il est kapellmeister de la compagnie dramatique de Franz Xaver Glöggl (en) et s'essaye à nouveau à fonder une troupe de théâtre en 1795-96. Après un intermède à Hildburghausen, la famille retourne à Salzbourg. Genovefa y meurt en 1798. La même année, son fils Carl Maria prend des cours avec Michael Haydn. D'autres voyages artistiques suivent, par exemple à Munich (1798-1800), à Freiberg (1800-1801), à nouveau à Salzbourg (1801-1802), dans le nord de l'Allemagne (1802), à Augsbourg (1802-1803) et à Vienne (1803-1804). De 1804 à 1806, il vit à Breslau, où Carl Maria a trouvé un emploi de chef d'orchestre, interrompu par des séjours à Carlsruhe, en Silésie en 1806-1807. En 1807, Carl Maria von Weber s'installe à Stuttgart, où son père le suit plus tard.
Franz Anton von Weber passe ses dernières années à Mannheim, où il meurt le 16 avril 1812.